# 劉文輝
劉 文輝（りゅう ぶんき、1895年1月10日 - 1976年6月24日）は、中華民国の軍人。四川派の有力指揮官で、国民革命軍に属した。号は自乾。同じく四川派の有力指揮官で宿敵となる劉湘は、叔父または堂侄（父方の従兄）にあたる。

## 事跡
14歳で成都の四川陸軍小学に入学する。1911年（宣統3年）、陝西省へ向かい、西安陸軍中学に進学した。辛亥革命勃発後にいったん帰郷し、1912年（民国元年）に北京へ向かい、陸軍第一中学に入学する。1914年（民国3年）、保定陸軍軍官学校第2期砲兵科に入学し、1916年（民国5年）に卒業した。
帰郷すると、劉湘の紹介により川軍（四川軍）に加入する。以後、順調に昇進し、1923年（民国12年）には川軍第9師師長兼成都衛戍司令にまでなった。1925年（民国14年）2月、四川軍務幇弁に任ぜられる。翌年11月、国民政府側に転じ、国民革命軍第24軍軍長となった。
1928年（民国17年）9月、川康辺防総指揮に任ぜられ、11月には、国民政府の初代四川省政府主席に昇格した。これにより同じく四川派内の有力者である劉湘に匹敵する実力を備えたことになり、四川ではこの2人が双頭の形勢となった。しかし、劉湘と劉文輝は次第に対立を深めていき、ついに1932年（民国21年）秋から両者の角逐戦が展開されることになる（「二劉之戦」）。翌年10月、劉文輝はこの戦いに敗れ、西康方面へ逃亡した。
1934年（民国23年）12月、劉文輝は国民政府中央により、西康建省委員会委員長に任命された（このとき、ようやく四川省政府主席より辞任）。以後、西康省の創設に向けた活動を開始することになる。1937年（民国26年）9月には、陸軍上将銜を授与され、さらに第5軍団軍団長に任命された。1939年（民国28年）1月、西康省が正式に成立し、劉が西康省政府主席兼全省保安司令に任命される。以後、国共内戦により国民党が台湾に逃亡するまで劉がこの地位にあり続けた。
1949年（民国38年）12月、劉文輝は、四川派の有力者である鄧錫侯、潘文華と協力して中華人民共和国に転じる起義を宣言した。中華人民共和国では、西南軍政委員会主席、中国人民政治協商会議全国委員会常務委員、林業部部長、全国人民代表大会常務委員会委員、中国国民党革命委員会（民革）中央常務委員会委員などを歴任した。
1976年6月24日、北京市で病没。享年82（満81歳）。

## 注
1. ↑  馬宣偉「劉湘」は叔侄の関係とし、徐友春主編『民国人物大辞典 増訂版』は堂侄の関係とする。